# Station Skawce
Station Skawce is een spoorwegstation in de Poolse plaats Skawce.